# Estereomicroscopio

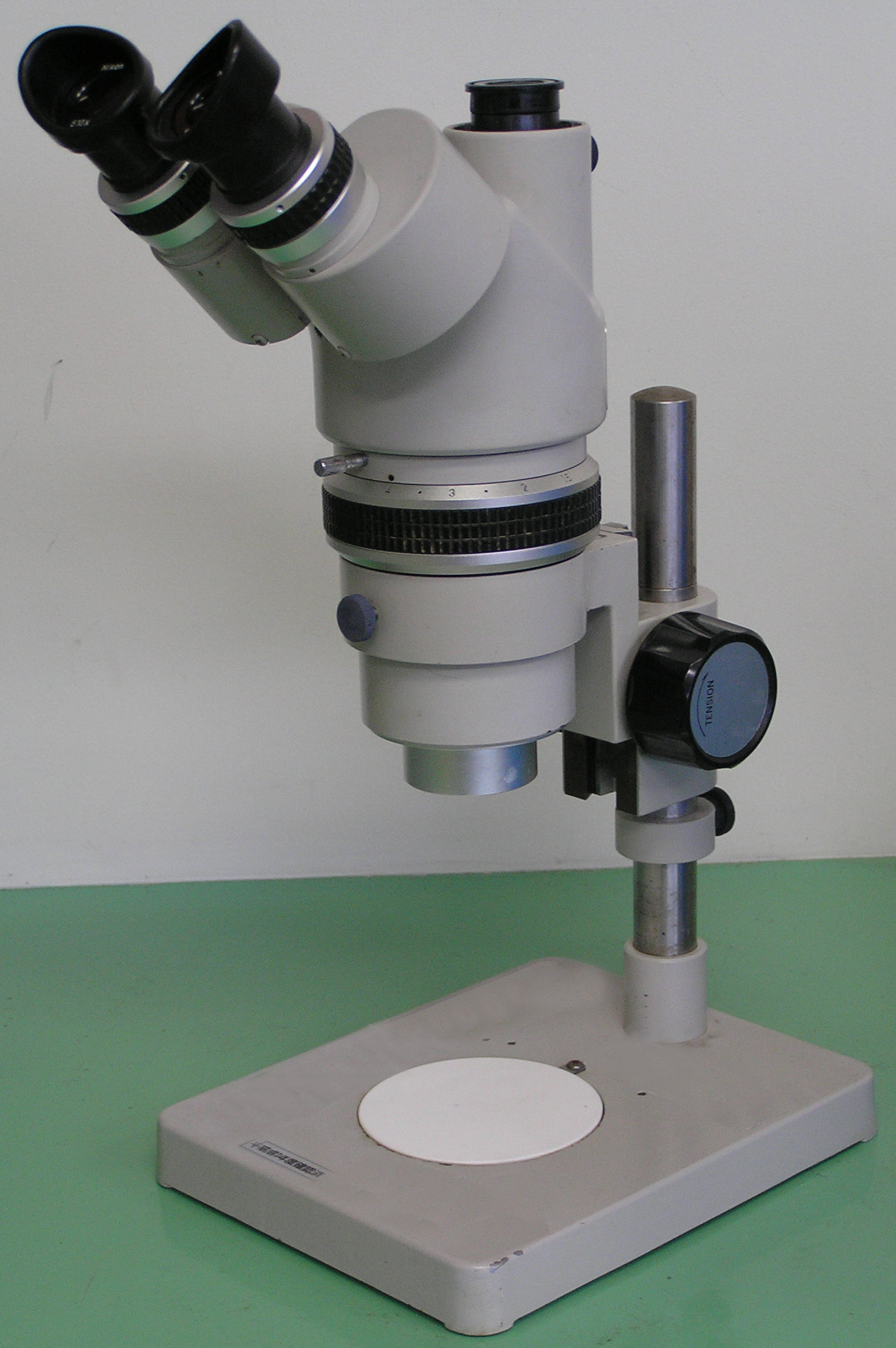
Estereomicroscopio

Un estereomicroscopio o microscopio de disección es un tipo de microscopio óptico (no debe confundirse con el estereoscopio). Se utiliza con frecuencia para trabajar con muestras que tienen mayor necesidad de ser diseccionadas para ver con más detalle las partes pequeñas que las componen, sean de plantas, insectos e incluso paneles electrónicos. O simplemente para ver objetos como sellos, monedas, rocas, minerales, fósiles, especímenes arqueológicos e incluso joyas (piedras preciosas).
Los estereomicroscopios (muchas veces denominados: lupas estereoscópicas o simplemente lupas) tienen la capacidad única de ver los objetos en tridimensional.

## Cabezal
Binocular o trinocular en el caso de que el usuario desee incorporar una cámara (analógica o digital).

## Oculares
Al igual que en otros microscopios ópticos, los oculares generalmente llevan aumentos de 10x, pero pueden cambiarse por otros de 15x e incluso 20x.

## Estativo
El estativo es la parte del estereomicroscopio donde se ubican el cabezal, sistema de enfoque y sistema de iluminación.
La platina es la parte inferior circular donde se coloca la muestra a observar sobre la misma. La platina puede ser de dos tipos, de cristal esmerilado la cual se usa para observar muestras que precisan iluminación transmitida o de plástico blanco/negro para contrastar la muestra y no es necesaria la iluminación transmitida.

## Objetivos
Los estereomicroscopios tiene objetivos de “larga distancia de trabajo” que permiten observar muestras de mayor tamaño que con un microscopio convencional.
Para calcular los aumentos, se utiliza la misma fórmula que en un microscopio, se multiplica el aumento de ocular por el aumento del objetivo. Generalmente los aumentos máximos que ofrecen los estereomicroscopios llegan hasta 180x o 200x combinando oculares y objetivos adicionales.
Hay 2 tipos de objetivos. Fijos, montados sobre una torreta que gira derecha/ izquierda y llevan un par de objetivos (1x, 3x) o bien (2x, 4x). Zoom, que consta de un solo objetivo cuyo enfoque se realiza mediante mandos ubicados a ambos lados del cabezal (0,7x a 4,5x) , aunque esto depende del modelo utilizado.
Dos tipos de montaje de los objetivos:
Greenough los estereoscópicos que llevan montados los objetivos con sistema Greenough, generalmente se emplean en aplicaciones de “batalla”, como inspección de placas de circuito impreso, disección especímenes biológicos o tareas rutinarias similares. Estos microscopios son relativamente pequeños, de bajo costo, robustos, fácil de usar y de mantenimiento básico.
Paralela o Galileo (la mayoría de las veces también son definidos como corregidos al infinito) permiten insertar algún accesorio o módulo intermedio sin afectar a la calidad final de las imagen.
Los estereomicroscopios con óptica Paralela tienen un mayor poder de captación de luz que los de diseño de tipo Greenough, y a menudo corrigen la aberración óptica, aunque en la mayoría de circunstancias, la elección entre Greenough o Paralelo se basa en la aplicación, en lugar de si un diseño es superior al otro.
- Datos: Q912094
- Multimedia: Stereo microscopes / Q912094